# Vénérand

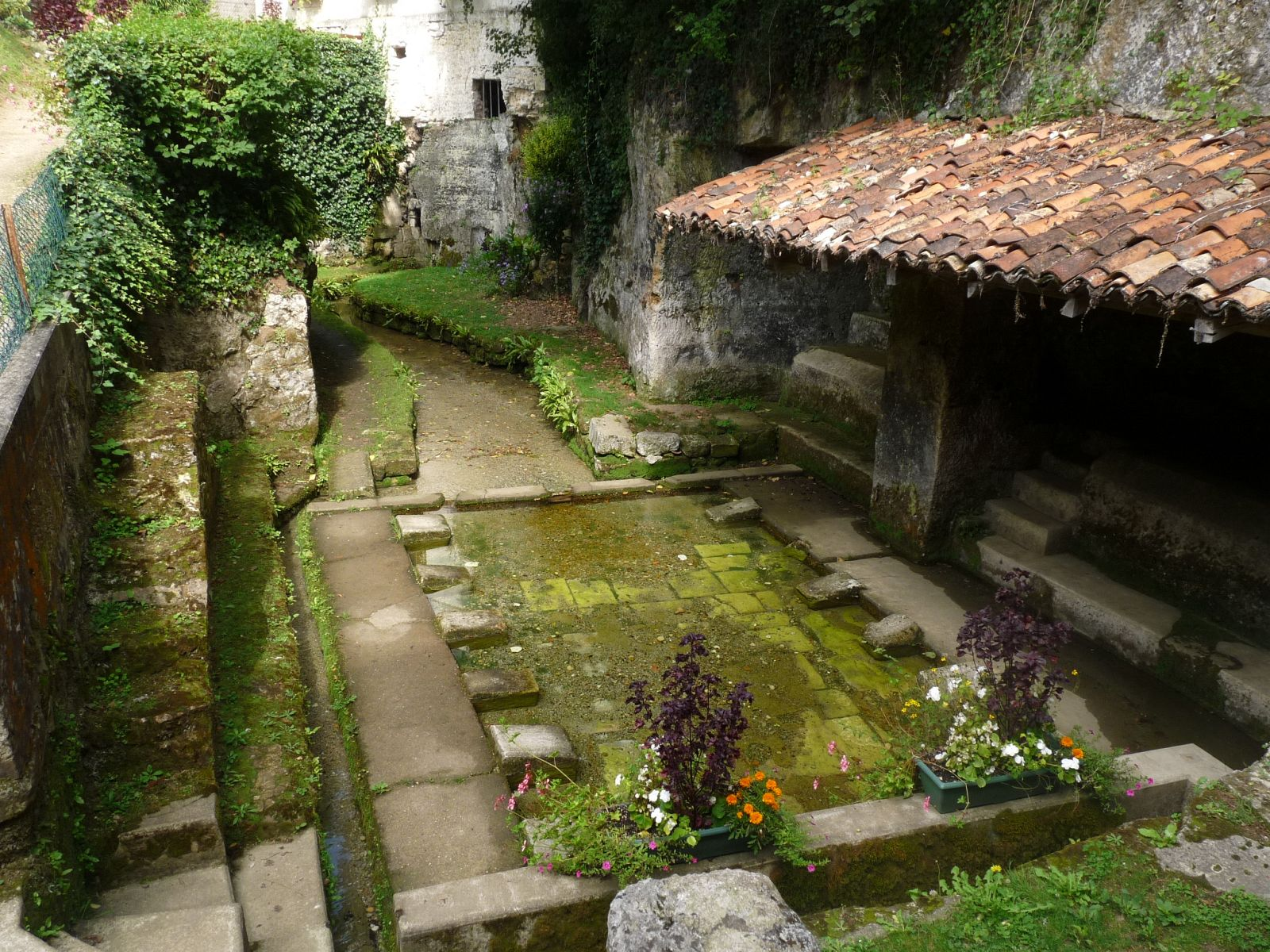
Wasplaats (Lavoir)

Vénérand is een gemeente in het Franse departement Charente-Maritime (regio Nouvelle-Aquitaine) en telt 598 inwoners (1999). De plaats maakt deel uit van het arrondissement Saintes.

## Geografie
De oppervlakte van Vénérand bedraagt 9,6 km², de bevolkingsdichtheid is 62,3 inwoners per km².
De onderstaande kaart toont de ligging van Vénérand met de belangrijkste infrastructuur en aangrenzende gemeenten.

## Demografie
Onderstaande figuur toont het verloop van het inwonertal (bron: INSEE-tellingen).